# La Verkin
La Verkin je město v okresu Washington County ve státě Utah ve Spojených státech amerických. K roku 2000 zde žilo 3 392 obyvatel. S celkovou rozlohou 41,8 km² byla hustota zalidnění 81 obyvatel na km².